# 臺北市立大學博愛校區
臺北市立大學博愛校區（簡稱北市大博愛）位於臺北市中正區愛國西路1號，是臺北市立大學的主校區，設有3個學院。原址為臺北市立教育大學，前身為1895年創校的芝山巖學堂。
北市大博愛校區位處博愛特區內，交通極為便捷，周邊亦有重要中央行政機關（總統府、法務部、中央銀行等）、觀光景點（中正紀念堂、西門町等）以及文教機構（國家圖書館、北一女中）。

## 歷史

臺北市立教育大學時期校徽

### 沿革
- 1895年（明治28年），芝山巖學堂創立。
- 1896年：搬遷至南門，並改制為「臺灣總督府國語學校」於現址。
- 1919年：改制為「臺灣總督府臺北師範學校」。
- 1927年：5月，易名為「臺灣總督府臺北第一師範學校」（南門校區，日籍學生就讀）、另設「臺灣總督府臺北第二師範學校」（芳蘭校區，臺籍學生就讀）（即今國立臺北教育大學的前身）。
- 1943年：與臺北第二師範學校合併（原第二師範收本科生，原第一師範收預科及女子部），改為「臺灣總督府臺北師範學校」。
- 1945年：5月，學校遭美軍轟炸，校舍幾乎全毀。
- 1945年：戰後，同年12月25日改名為「臺灣省立臺北女子師範學校」，僅招收女生。
- 1964年：升格為「臺灣省立臺北女子師範專科學校」，即極負盛名的『女師專』。
- 1967年：臺北市升格為直轄市，女師專改隸臺北市，改名為「臺北市立女子師範專科學校」。
- 1979年：開始招收男生，易名為「臺北市立師範專科學校」（簡稱市北師）。
- 1987年：升格為「臺北市立師範學院」。
- 2005年8月1日，改名「臺北市立教育大學」。成立教育學院、人文藝術學院及理學院。同年改名為教育大學者尚有國立臺北教育大學、國立新竹教育大學、國立臺中教育大學、國立屏東教育大學、國立花蓮教育大學等五所原師範學院。
- 2013年8月1日，與臺北市立體育學院合併為「臺北市立大學」。原臺北市立教育大學之校區改稱「臺北市立大學博愛校區」[1]。

### 市北教大史

#### 校訓
- 無私謂之「公」Justice
- 無欺謂之「誠」Sincerity
- 無怠謂之「勤」Diligence
- 無華謂之「樸」Simplicity

臺北市立教育大學，《校訓》，《校徽》，《校歌》。

#### 歷任校長
| 臺北市立教育大學時期 | 臺北市立教育大學時期 | 臺北市立教育大學時期 | 臺北市立教育大學時期                                                                    |
| 任次                 | 姓名                 | 任職時間             | 備註                                                                                    |
| -------------------- | -------------------- | -------------------- | --------------------------------------------------------------------------------------- |
| 1                    | 町田則文             | 1896年9月—1900年4月  | 臺灣總督府國語學校                                                                      |
| 2                    | 本田嘉種             | 1900年4月—1900年8月  |                                                                                         |
| 3                    | 田中敬一             | 1900年8月—1906年9月  |                                                                                         |
| 4                    | 持地六三郎           | 1906年9月—1907年5月  |                                                                                         |
| 5                    | 本莊太一郎           | 1907年5月—1911年2月  |                                                                                         |
| 6                    | 隈本繁吉             | 1911年2月—1919年6月  |                                                                                         |
| 7                    | 太田秀穗             | 1919年6月—1922年6月  | 臺灣總督府國語學校→ 臺灣總督府臺北師範學校                                              |
| 8                    | 志保田鉎吉           | 1922年6月—1931年8月  | 臺灣總督府臺北師範學校→ 臺灣總督府臺北第一師範學校                                      |
| 9                    | 濱武元次             | 1931年8月—1937年4月  |                                                                                         |
| 10                   | 大浦精一             | 1937年4月—1945年8月  | 臺灣總督府臺北第一師範學校→ 臺灣總督府臺北師範學校                                      |
| 11                   | 任培道               | 1945年11月—1953年8月 | 臺灣總督府臺北師範學校→ 臺灣省立臺北女子師範學校                                        |
| 12                   | 秦則賢               | 1953年9月—1955年8月  |                                                                                         |
| 13                   | 鄭昭懿               | 1955年8月—1964年7月  |                                                                                         |
| 14                   | 熊芷                 | 1964年9月—1969年8月  | 臺灣省立臺北女子師範學校→ 臺灣省立臺北女子師範專科學校→ 臺北市立女子師範專科學校        |
| 15                   | 孫沛德               | 1969年8月—1984年6月  | 臺北市立女子師範專科學校→ 臺北市立師範專科學校                                          |
| 16                   | 陳榮華               | 1984年6月—1986年7月  |                                                                                         |
| 17                   | 毛連塭               | 1986年7月—1994年2月  | 臺北市立師範專科學校→ 臺北市立師範學院                                                  |
| 代理                 | 蔡秋來               | 1994年2月—1995年3月  |                                                                                         |
| 18                   | 林永喜               | 1995年3月—1998年2月  |                                                                                         |
| 19                   | 吳清山               | 1999年2月—2002年5月  | 2002年2月—2002年5月為代理校長                                                           |
| 20                   | 鄧國雄               | 2002年5月—2005年7月  | 2005年5月—2005年7月為代理校長                                                           |
| 代理                 | 林公欽               | 2005年8月—2005年12月 | 臺北市立師範學院→ 臺北市立教育大學                                                      |
| 21                   | 劉源俊               | 2006年1月—2008年7月  |                                                                                         |
| 22                   | 林天祐               | 2008年8月—2013年2月  | 2008年2月—2008年7月為擔任代理校長， 2013年2月因病辭世，劉春榮教授代理校長至原任期結束。 |
| 代理                 | 劉春榮               | 2013年2月—2013年7月  | 臺北市立教育大學→ 臺北市立大學                                                          |

## 校園

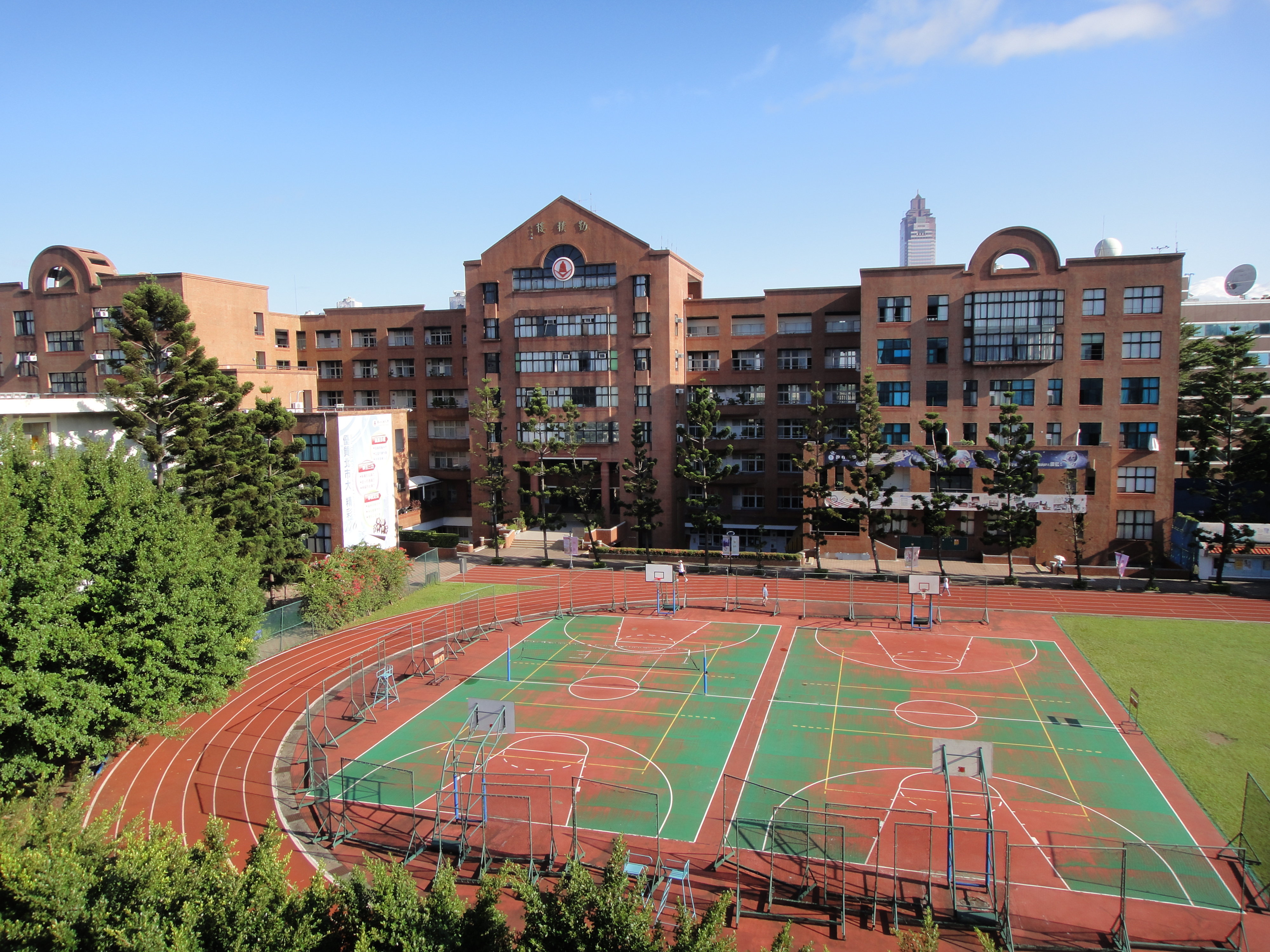
勤樸樓建於民國80年，主要由人文藝術學院與教育學院使用
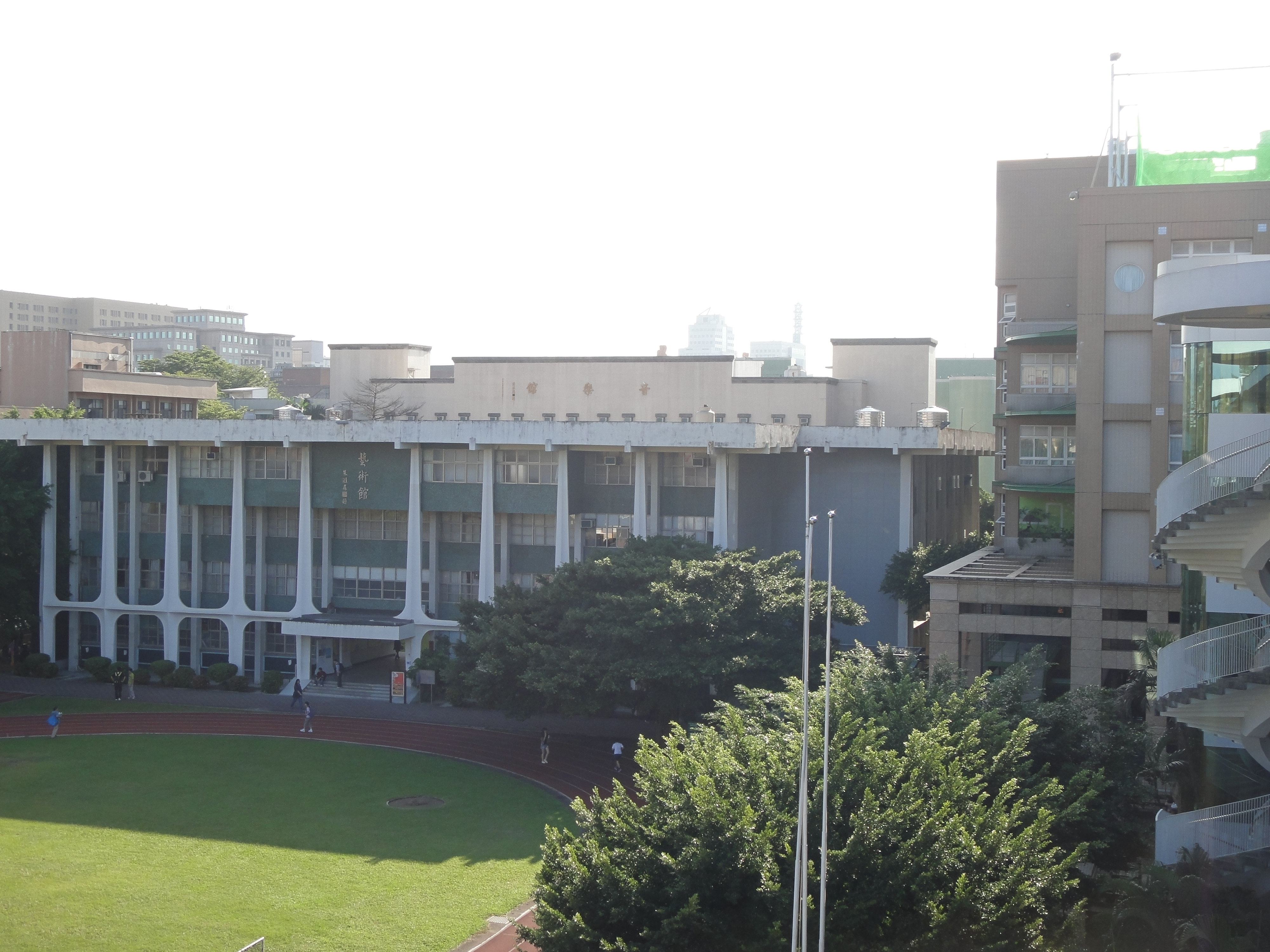
藝術館主要由視藝系、音樂系使用；公誠樓建於民國93年，主要由學材系、體育系、資科系、心諮系使用
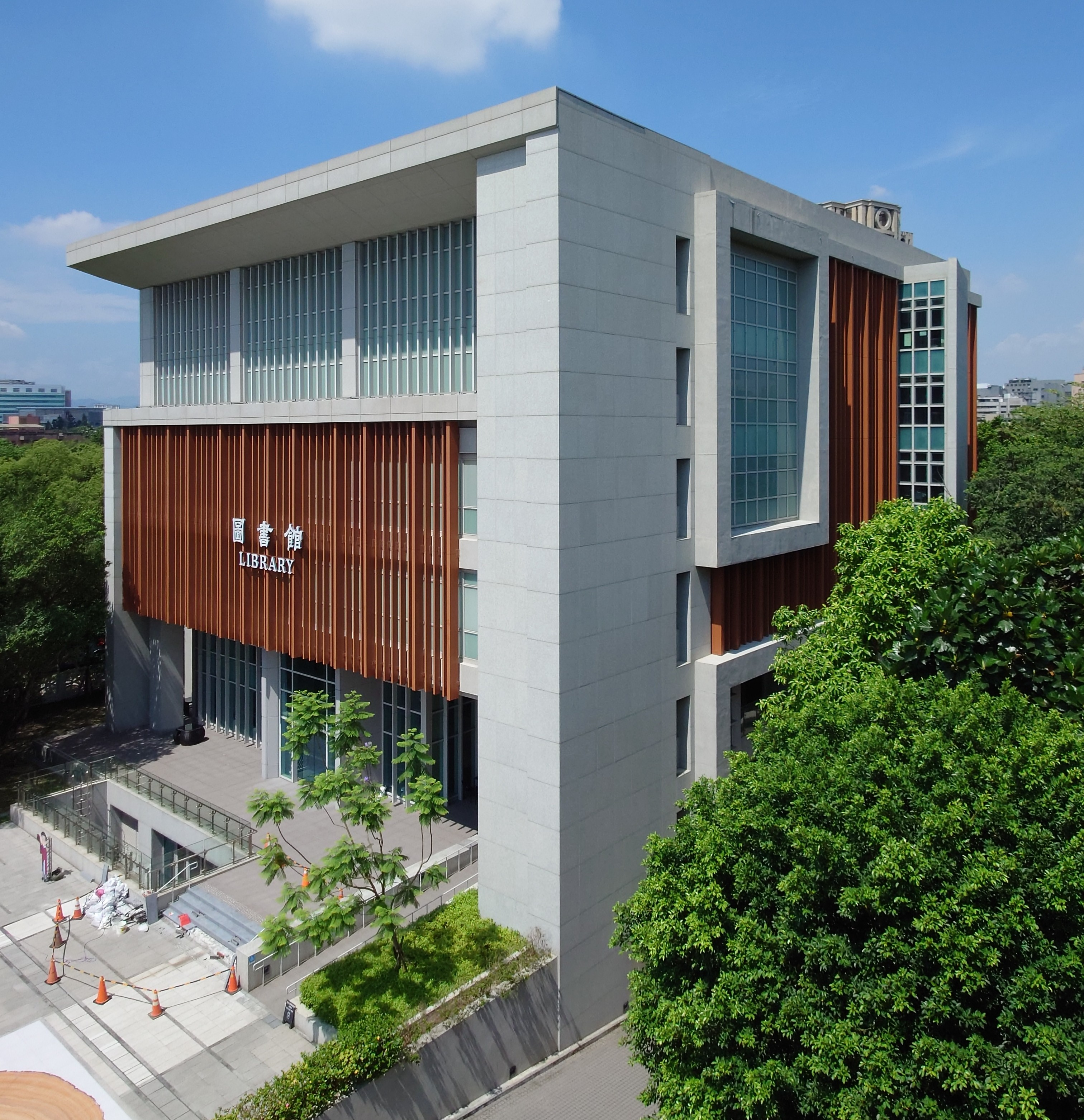
臺北市立大學博愛校區圖書館

### 象徵
- 菩提樹：位於該校行政大樓一角之大菩提樹，為該校日治時代創校初期即在，樹齡超過百年，目前已列入臺北市政府列管保護樹木，是該校精神信仰之一。(該樹為夫妻樹，但在2009年2月及2009年7月相繼因褐根病遭到伐除，但校方單位仍在原處保留半截樹身以做紀念。)
- 創立三十(六)周年碑：位於菩提樹旁，創立三十年部份計算為自日治時期大正14年(西元1925年)起算，但於民國40年(西元1951年)被塗改成創立六週年，目前塗改痕跡仍完整保留。
- 建國做人碑：位於行政大樓前草地。
- 國師院百年紀念碑：1995年由畢業校友捐贈，代表該校歷經國語學堂、師專、師範學院三個階段百年來的變化。
- 大榕樹：位於該校正門警衛室旁兩棵大榕樹，是該校自日治時代創校初期即有，至今樹齡已超過百年。
- 校歌鐘聲：該校自前任校長劉源俊上任開始，使用校歌旋律做為該校鐘聲，成為該校一大特色。
- 台北城城牆石：堆放於圖書館旁，是現在僅存的清朝台北城城牆石。

### 設施
| | |
| - 操場及籃球場、網球場、排球場 - 行政大樓（T） - 菩提樹（學校招牌老樹，因褐根病遭到伐除，但在原處仍保留半截樹身以做紀念） - 圖書館 - 老榕樹 - 松苑（男生宿舍） - 梅苑（女生宿舍） - 中正堂（B） - 大禮堂 - 室內體育場 - 科學館（S） - 藝術館（A） - 音樂館（M） - 勤樸樓（C） - 公誠樓（G） - 室內游泳池 - 室內體育場 - 屋頂網球場 - 屋頂高爾夫練習場（2012年完工） | - 學生餐廳（又稱地下餐廳，地餐） - 吾印良品 - 全家便利商店（購物九折優惠，每日營業至晚上11點） - 虹橋書店 - 佳香燒臘 - 拉亞漢堡 - 迦南園 - 就飲 - 天王自助餐 |

## 教學單位
| 教育學院 （页面存档备份，存于） | 教育學系 （页面存档备份，存于）（含碩、博士班） | 心理與諮商學系 （页面存档备份，存于）（含碩士班）                         | 幼兒教育學系 （页面存档备份，存于）（含碩士班）         |
| 教育學院 （页面存档备份，存于） | 特殊教育學系 （页面存档备份，存于）（含碩士班） | 學習與媒材設計學系 （页面存档备份，存于）（含碩士班，原課程與教學研究所） | 教育行政與評鑑研究所 （页面存档备份，存于）（含博士班） |
| 教育學院 （页面存档备份，存于） | 兒童發展碩士學位學程 （页面存档备份，存于）     | 語言治療碩士學位學程 （页面存档备份，存于）                               |                                                         |

| 人文藝術學院 （页面存档备份，存于） | 中國語文學系 （页面存档备份，存于）（含碩、博士班） | 社會暨公共事務學系 （页面存档备份，存于）（含碩士班） | 歷史與地理學系 （页面存档备份，存于）（含碩士班） |
| 人文藝術學院 （页面存档备份，存于） | 音樂學系（含碩士班）                                | 視覺藝術學系（含碩士班）                              | 英語教學系 （页面存档备份，存于）（含碩士班）     |
| 人文藝術學院 （页面存档备份，存于） | 舞蹈學系暨碩士班 （页面存档备份，存于）             | 華語文教學碩士學位學程 （页面存档备份，存于）         | 藝術治療碩士學位學程 （页面存档备份，存于）       |
| 人文藝術學院 （页面存档备份，存于） | 社會學習領域教學碩士學位學程 （页面存档备份，存于） |                                                       |                                                   |

| 理學院 （页面存档备份，存于） | 體育學系 （页面存档备份，存于）（含碩士班）       | 資訊科學系（含碩士班）                           | 應用物理暨化學系（含碩士班）                |
| 理學院 （页面存档备份，存于） | 數學系 （页面存档备份，存于）（含數學教育碩士班） | 地球環境暨生物資源學系（含環境教育與資源碩士班） | 數位學習碩士學位學程 （页面存档备份，存于） |

## 外部連結
- 臺北市立教育大學